# Ludwig Weber (calciatore)
Ludwig Weber (fl. XX secolo) è stato un calciatore svizzero, di ruolo terzino.

## Carriera
Giocò nella Juventus per una sola stagione dove collezionò due presenze nella massima serie, senza segnare tuttavia nessuna rete. La prima partita fu contro il Piemonte il 19 novembre 1911 in una vittoria per 4-1, mentre la seconda fu contro il Milan il 14 gennaio 1912 in una sconfitta per 8-1.

## Statistiche

### Presenze e reti nei club
| Stagione        | Club            | Campionato      | Campionato | Campionato |
| Stagione        | Club            | Comp            | Pres       | Reti       |
| --------------- | --------------- | --------------- | ---------- | ---------- |
| 1911-1912       | Juventus        | Prima Categoria | 2          | 0          |
| Totale Juventus | Totale Juventus |                 | 2          | 0          |
| Totale carriera | Totale carriera |                 | 2          | 0          |